# Антонов Володимир Семенович
Володимир Семенович Анто́нов (28 червня (11 липня) 1909, Капели (станція) — 9 травня 1993, Москва) — радянський воєначальник, Герой Радянського Союзу (1945). Генерал-майор (11.07.1945).

## Біографія
Народився 28 червня 1909 року на залізничній станції Капели, нині Аткарського району Саратовської області, в сім'ї залізничника. Закінчив школу 2-го ступеня в Аткарську 1926 року, 1924 року керував у місті першими піонерськими загонами. Працював на дров'яному складі, елеваторі, в Аткарському повітовому комітеті комсомолу.

### Довоєнна служба
На військову службу у листопаді 1928 року був направлений комсомольською путівкою. Проходив службу у Войсках ОГПУ. Спочатку був направлений у прикордонні війська, крайноармійцем у 21-й Ямпільський прикордонний загін ОГПУ. У листопаді 1929 року переведений до 6-го кавалерійського полку ОГПУ до Харкова, в якому був командиром відділення, помічником командира взводу, старшиною полкової школи, командир взводу (з 1931), начальник полкової школи. 1931 року екстерном закінчив Харківську школу червоних старшин імені ВУЦВК. З 1937 року Антонов служив у 5-му Донському мотострілецькому полку НКВС[джерело?].
У 1937 році направлений на навчання в академію, в 1940 закінчив Військову академію РСЧА імені М. В. Фрунзе. У 1940 році був направлений до 1-го окремого Білостоцького мотострілецького полку НКВС Управління НКВС по Латвійській РСР, дислокованого в Каунасі. Служив начальником штабу, з травня до червня 1941 року тимчасово виконував обовязки командира полку. Член ВКП(б) із 1938 року.

### Участь у Великій Вітчизняній війні
З перших днів Великої Вітчизняної війни майор В. С. Антонов брав участь у боях. Його полк був переданий в Управління НКВС з охорони тилу Північно-Західного фронту, вів важкі оборонні бої під Каунасом, Полоцьком. На початку серпня 1941 року був переведений з НКВС СРСР до Червоної Армії і призначений начальником штабу 912-го стрілецького полку 243-ї стрілецької дивізії 29-ї армії Північно-Західного фронту. Однак початок його військової кар'єри виявився невдалим: у бою 17 серпня біля станції Стара Торопа в Калінінській області його було поранено, а наприкінці серпня знято з посади і віддано під суд «за погану організацію розвідки, внаслідок чого було взято в полон кілька червоноармійців». Вирок військового трибуналу 29-ї армії 1 вересня 1941 року засуджений до 5 років виправно-трудових таборів із відстрочкою виконання вироку.
9 вересня був призначений зі зниженням на посаді командиром батальйону 912-го стрілецького полку, незабаром відзначився у бою (батальйон захопив панівну висоту та 3 доби уперто тримав на ній оборону, відбивши кілька атак). 16 вересня знову призначений начальником штабу 1-го мотострілецького полку НКВС змішаної мотострілецької бригади 29-ї армії. Брав участь у Калінінській оборонній та Калінінській наступальній операціях. Рішенням військового трибуналу від 9 грудня 1941 року за виявлену у боях мужність судимість з Антонова було знято.
У листопаді 1941 року був призначений на посаду командира 916-го стрілецького полку 247-ї стрілецької дивізії 31-ї армії, Антонов брав участь у наступальних діях Московської битви. У лютому 1942 року був тяжко поранений.
Після лікування в березні 1942 року був призначений командиром 162-ї курсантської стрілецької бригади (формувалася в Московському військовому окрузі), у квітні переведений на посаду командира 256-ї стрілецької бригади, що формується там же. Торішнього серпня 1942 року убув із бригадою на Закавказький фронт. Брав участь у важких оборонних боях битви за Кавказ, зокрема, у Моздок-Малгобекській оборонній операції. Був звинувачений у невиконанні наказу та здачі міста Малгобек противнику, 13 жовтня 1942 року знято з посади, а 28 жовтня засуджений військовим трибуналом Північної групи військ Закавказького фронту до 10 років виправно-трудових таборів із відстрочкою виконання вироку (вже другий).
У листопаді 1942 року призначений заступником командира 84-ї окремої морської стрілецької бригади. У Північно-Кавказької наступальної операції, що почалася 1 січня 1943 року, виявив відвагу і вміле командування, за що постановою Військової ради Північно-Кавказького фронту від 23 січня 1943 року судимість із нього була знята. З травня 1943 року командував 19-ю стрілецькою та 34-ю морською стрілецькою бригадами на Північно-Кавказькому фронті, звільняв Кавказ і Кубань.
У червні 1943 року Володимир Антонов був призначений командиром сформованої на фронті 301-ї стрілецької дивізії і командував цією дивізією до кінця війни. Дивізія незабаром була передана до складу 5-ї ударної армії Південного фронту (з жовтня 1943 року — 4-й Український фронт), брала участь у Донбаській, Мелітопольській, Нікопольсько-Криворізькій операціях. Дивізія особливо відзначилася при визволенні міст Макіївка та Сталіно, за що у вересні 1943 року удостоєна почесної назви «Сталінська». У вересні 1943 року на Донбасі був контужений.
У березні 1944 року дивізія була передана до 57-ї армії 3-го Українського фронту, у складі якої відзначилася в Одеській та Ясько-Кишинівській наступальних операціях. В останній із цих операцій бійці 301-ї стрілецької дивізії знищили штаб 30-го німецького армійського корпусу, командира корпусу генерал-лейтенанта Георга Постіля взяли в полон. Усього ж у цій операції дивізія взяла 2548 полонених, ще 4370 німецьких та румунських солдатів було знищено. У вересні 1944 року 301-ша стрілецька дивізія знову була перепідпорядкована 5-ї ударної армії, яка була перекинута на 1-й Білоруський фронт.
Командир 301-ї стрілецької дивізії 9-го стрілецького корпусу 5-ї ударної армії 1-го Білоруського фронту полковник В. С. Антонов особливо успішно діяв у Висло-Одерській наступальній операції. 14 січня 1945 року дивізія перейшла в наступ із Магнушевського плацдарму і прорвала оборону супротивника, що готувалася з серпня 1944 року. Протягом чотирьох діб дивізія наставала, відбиваючи численні контратаки ворога. Завдання дивізією було успішно виконано, у прорив рушили інші війська. Під час цих боїв дивізія знищила до 1200 солдатів ворога, 20 танків і штурмових знарядь, а також захопила 4 склади.
Указом Президії Верховної Ради СРСР від 6 квітня 1945 р. № 5657 за вміле керівництво частинами дивізії під час прориву оборони противника на Магнушевському плацдармі виявлені при цьому хоробрість і мужність. Разу Володимиру Семеновичу Антонову присвоєно звання Героя Радянського Союзу з врученням ордена Леніна та медалі «Золота Зірка».
З квітня по травень 1945 року дивізія брала участь у Берлінській наступальній операції та в штурмі Берліна. Нею був зайнятий із боєм передмістя Берліна Карлсхорста. Постановою № 1683 Ради народних комісарів СРСР від 11 липня 1945 року полковнику Володимиру Семеновичу Антонову присвоєне військове звання «генерал-майор».

### Повоєнна кар'єра
Після Перемоги генерал-майор В. С. Антонов продовжив службу в Радянській Армії, командував тією ж дивізією. З грудня 1946 року служив начальником відділу бойової підготовки 8-ї гвардійської армії у Групі радянських окупаційних військ у Німеччині. У грудні 1948 року убув навчання. В 1950 році Антонов закінчив Вищу військову академію імені К. Є. Ворошилова і був призначений начальником управління бойової та фізичної підготовки штабу Туркестанського військового округу. З січня 1954 року — виконуючий посаду начальника управління бойової підготовки штабу Центральної групи військ, з липня того ж року — перший заступник начальника цього управління. З листопада 1954 року служив заступником командира 79-го стрілецького корпусу (з березня 1955 року — 23-й стрілецький корпус) у ДСВГ. З червня 1955 — помічник командувача — начальник відділу бойової підготовки 3-ї армії в ДСВГ. З січня 1958 року був начальником військової кафедри Середньоазіатського політехнічного інституту в місті Ташкенті Узбецької РСР. З листопада 1961 року — начальник Управління бойової підготовки штабу Цивільної оборони СРСР.
У листопаді 1964 року генерал-майора В. С. Антонова звільнено в запас. Жив у Москві, де й помер 9 травня 1993 року. Похований на Троекуровском кладбище (Ділянка 3).

## Нагороди
- Медаль «Золота Зірка» Героя Радянського Союзу (6.04.1945)[3]
- Два ордени Леніна (6.04.1945, 5.11.1954)
- Два ордени Червоного Прапора (18.04.1942, 20.06.1949)
- Орден Суворова 2-го ступеня (29.05.1945)
- Орден Кутузова 2-го ступеня (17.09.1943)
- Орден Богдана Хмельницького 2-го ступеня (13.09.1944)
- Два ордени Вітчизняної війни 1-го ступеня (20.03.1944, 11.03.1985)
- Орден Червоної Зірки (3.11.1944)
- Медалі, зокрема:
  - Медаль «За оборону Кавказу»
  - Медаль «За взяття Берліна»
  - Медаль «За визволення Варшави»
  - Медаль «За перемогу над Німеччиною у Великій Вітчизняній війні 1941—1945 років».
  - Ювілейна медаль «Двадцять років Перемоги у Великій Вітчизняній війні 1941—1945 років».
  - Ювілейна медаль «Тридцять років Перемоги у Великій Вітчизняній війні 1941—1945 років».
  - Ювілейна медаль «Сорок років Перемоги у Великій Вітчизняній війні 1941—1945 років».

Іноземні нагороди:
- Орден «Хрест Грюнвальда» (ПНР)
- Медаль «За Варшаву 1939—1945» (ПНР)
- Медаль «За Одру, Нісу та Балтику» (ПНР)
- Орден Тудора Володимиреску (Соціалістична Республіка Румунія)

## Пам'ять
- «Почётный гражданин Донецка» (1993) — «за мужество и героизм, проявленные в годы Великой Отечественной войны в боях за освобождение Донецка и активное участие в военно-патриотическом воспитании трудящихся в честь 25-й годовщины освобождения Донбасса от гитлеровских захватчиков»[4][5][6].
- Погруддя Героя встановлено в міському парку-музеї Аткарська[7].
- На будівлі школи № 3 Аткарська у 2015 році встановлено меморіальну дошку у частину її випускника Героя Радянського Союзу генерал-майора В. З. Антонова[8].
- Ім'ям Ст. З. Антонова названо вулицю в Донецьку.

## Твори
- Путь к Берлину. М., 1975. Архів оригіналу за 14 жовтня 2012. Процитовано 23 січня 2022.
- Антонов В. С. У боях на донецькій землі. // Військово-історичний журнал. — 1985. — № 10. — С. 63—69.